# Babs
Babs — британский автомобиль, созданный для установления рекорда наземной скорости, построенный и пилотируемый Джоном Парри-Томасом. Babs был оснащён 27-литровым авиационным двигателем Liberty L-12.

## Создание
Babs начинался как «Chitty 4», один из серии автомобилей с авиадвигателем, созданной графом Луи Зборовски под названием «Chitty 4». Поскольку он был построен в поместье Зборовски в Хайем-парке недалеко от Кентербери, он также был известен как «Хайем-особенный».
Этот автомобиль, оснащённый авиадвигателем V12 Liberty объёмом 27 литров, мощностью 450 л. с. (340 кВт), коробкой передач и цепным приводом от довоенного Blitzen Benz, был самым мощным гоночным автомобилем, когда-либо ездившим по трассе Бруклендс. К моменту смерти Зборовского в 1924 году он ещё не был завершён. Автомобиль был приобретён Дж. Парри-Томасом за сумму 125 фунтов стерлингов.
Парри-Томас переименовал машину в Babs и перестроил её, установив четыре карбюратора Zenith и поршни собственной конструкции. В апреле 1926 года Парри-Томас установил на машине рекорд скорости — 171,02 мили в час (273,6 км/ч).
Babs использовал закрытую обтекателем цепную передачу для привода ведущих колёс. Ходили слухи, что из-за высокого кожуха двигателя Парри-Томас вёл машину, наклонив голову набок. Эта история не соответствует действительности; на фотографиях видно, что водитель мог видеть прямо перед собой.
Во время более поздней попытки установить рекорд в Пендин Сэндс (Уэльс) 3 марта 1927 года, автомобиль вышел из-под контроля на скорости более 100 миль в час. Автомобиль перевернулся, и Томас был частично обезглавлен. После расследования смерти Томаса сиденья Babs были порезаны, стекла циферблатов разбиты, а автомобиль похоронен в песчаных дюнах в Пендине. Первоначально считалось, что причиной аварии стал обрыв приводной цепи. Более позднее исследование обломков показало, что авария могла быть вызвана поломкой правого заднего колеса.

## Воссоздание

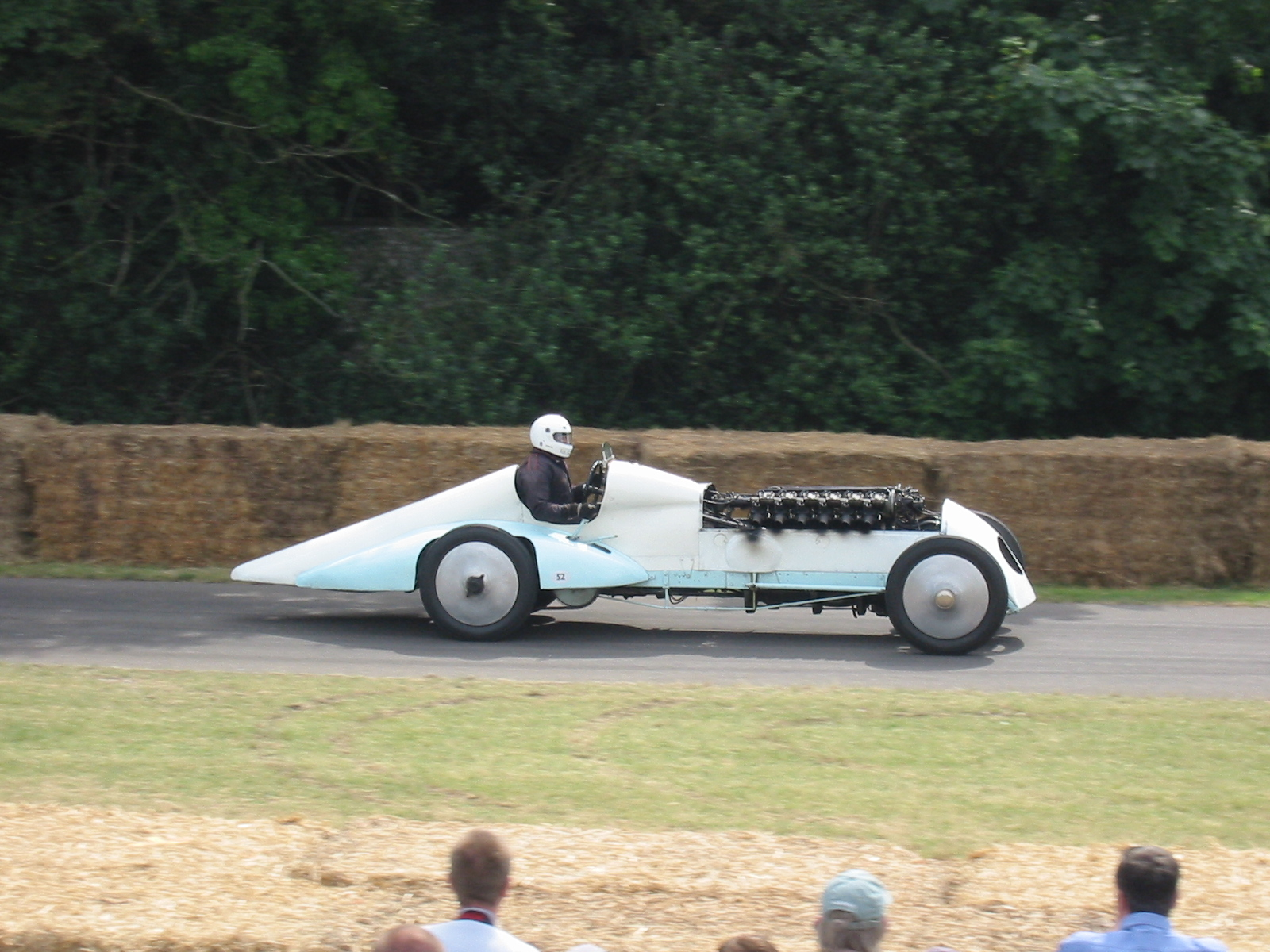
Автомобиль после реставрации

В 1967 году Оуэн Уин Оуэн решил восстановить Babs. Место захоронения было определено по старым фотографиям, но оказалось, что оно находится в пределах периметра современного ракетного комплекса. Военные власти дали разрешение на раскопки при условии, что ближайшие родственники Парри-Томаса не будут возражать. Уину Оуэну потребовалось два года, чтобы найти племянника покойного, жившего в Уолсолле, и, наконец, обломки машины были обнаружены. В то время восстановление машины вызывало сомнения. Преобладающее мнение заключалось в том, что обломки не подойдут ни для чего, кроме музейной экспозиции. Мало кто ожидал, что обломки когда-нибудь снова будут напоминать автомобиль, не говоря уже о том, чтобы их можно было восстановить в рабочем состоянии.
Машина была в очень плохом состоянии. Бо́льшая часть кузова подверглась коррозии, поэтому пришлось сконструировать новый кузов, смешивая, где это возможно, любой существующий оригинальный материал. Ходовая часть хорошо сохранилась. Даже те компоненты, которые нельзя было использовать, сохранились достаточно хорошо, чтобы использоваться как образец. Двигатель удалось восстановить, но многие части пришлось изготовить по оригинальной конструкции.
Впервые автомобиль прошел успешные испытания на трассе Helyg в начале 1970-х годов. Испытание заключалось в буксировке Land Rover местного владельца гаража до скорости 60 миль в час (97 км/ч), а затем Бабс был запущен с толчка. Передача была настолько высока, что буксировка была единственным способом заставить Бабс двигаться своим ходом. Позже автомобиль был продемонстрирован прессе и телевидению на аэродроме недалеко от RAF Valley (Англси).
Реставрационные работы проводились в гараже Оуэна в Капел Куриге, а Бабс был выставлен в Пендинском музее скорости до сноса музея в 2019 году. После завершения строительства нового музея «Пески скорости», Babs был выставлен в этом музее. Автомобиль демонстрировался на праздновании столетия трассы Бруклендс в 2007 году.
В 1999 году Оуэн был награждён призом Тома Прайса с выгравированными словами «Atgyfodwr Babs» («Воскреситель Бабсов»). После смерти Оуэна в 2012 году автомобилем управляет его сын Герайнт.